# Charles Veillon (Unternehmer)
Charles Veillon (* 5. September 1900 in Basel; † 10. April 1971 in Lausanne) war ein Schweizer Unternehmer.

## Leben
Charles Veillon stammt aus einer Wadtländer Familie von Bex und Aigle. Er war der Sohn von Otto Veillon und Rose Veillon, geb. Tschumi. 1926 heiratete er Rose-Marie Girard.
Er arbeitete seit 1916 als Büroangestellter und seit 1924 bei der Schweizer Niederlassung in La Chaux-de-Fonds des von seinem Schwiegervater André Girard mitgegründeten französischen Versandhauses; Girard begann als erster in der Schweiz, Artikel auf Vorausbestellung und gegen Kredit auszuliefern. Charles Veillon übernahm die Geschäftsführung des Unternehmens 1930 zusammen mit einem Partner. Seit 1943 führte er sein eigenes Versandhaus in Lausanne unter dem Namen Charles Veillon Confection SA.
Charles Veillon engagierte sich vielfältig im Kulturbereich. Für die Hauszeitung seines Unternehmens engagierte er Künstler. Er präsidierte das Konservatorium von La Chaux-de-Fonds, und er gründete mehrere Literaturpreise, darunter den seit 1948 vergebenen Prix Veillon für Literatur in den vier Landessprachen der Schweiz.
Für seine Tätigkeit wurde ihm der Orden der Ehrenlegion verliehen.